# 발렌티노 (기업)
발렌티노(이탈리아어: Valentino)는 1960년 발렌티노 가라바니에 의해 설립된 하이엔드 명품 패션 브랜드이다.